# Pasiphaé
Pour les articles homonymes, voir Pasiphaé (homonymie).
Dans la mythologie grecque, Pasiphaé (en grec ancien Πασιφάη / Pasipháê, « celle qui brille pour tous ») est la fille d'Hélios et de Persé et la sœur d’Éétès et de Circé ; elle est l'épouse de Minos (roi de Crète), et notamment la mère du Minotaure.

## Mythe

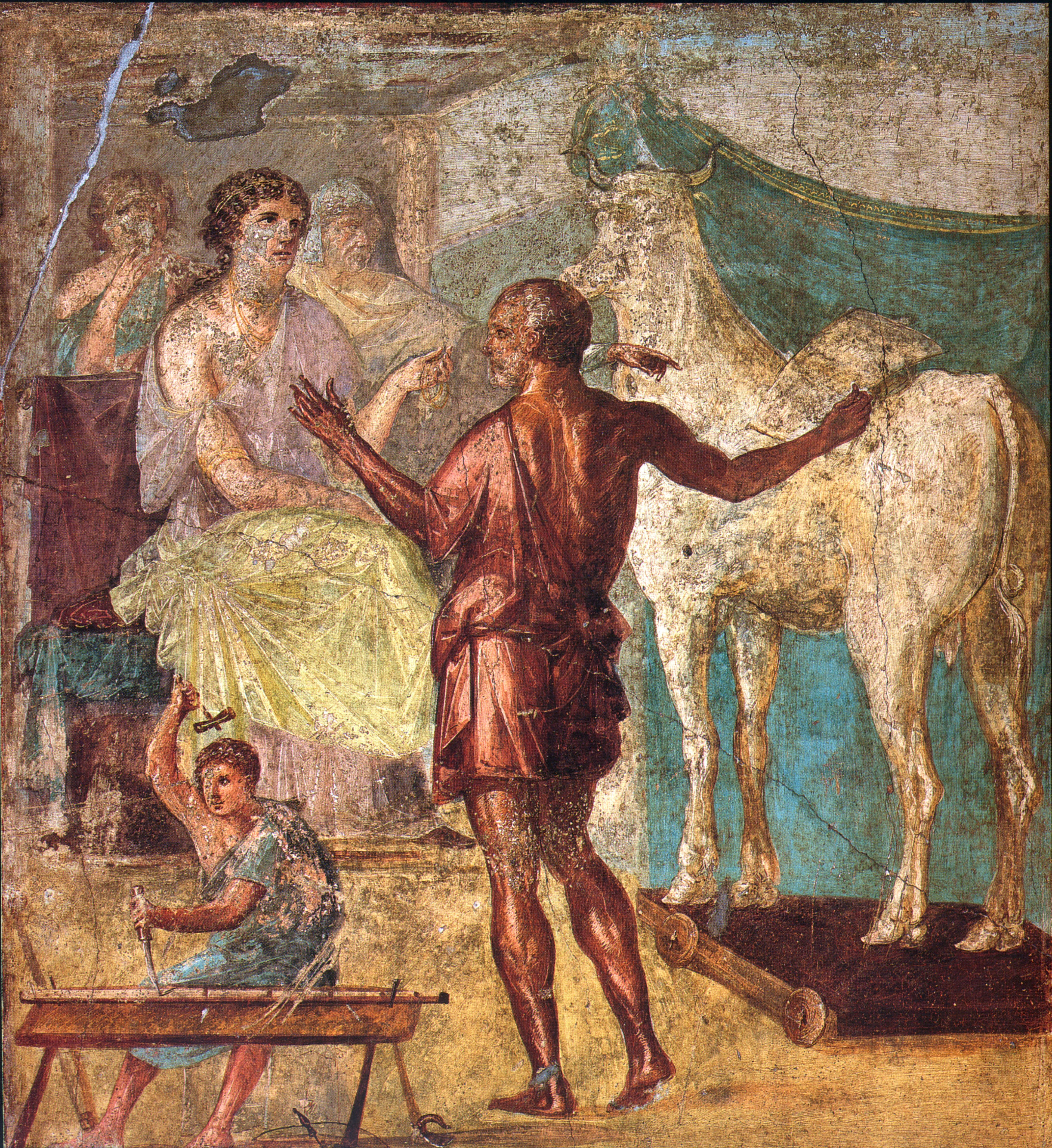
Dédale présentant la vache en bois à Pasiphaé, peinture murale de Pompéi (maison des Vettii), Ier siècle.

Elle est tour à tour présentée comme étant une immortelle (Antoninus Liberalis) ou une magicienne (chez Apollodore par exemple, ce qui la rattache à sa sœur Circé). Un passage de Pausanias indique qu'elle était associée à Séléné et vénérée dans le sanctuaire oraculaire de Thalame en Laconie. Elle conçoit plusieurs enfants de Minos, notamment Ariane, Deucalion, Glaucos, Androgée, Catrée, Acacallis, Xénodicé et Phèdre. Elle est réputée jalouse des infidélités répétées de son mari.

Comme Minos n'avait pas tenu son engagement de sacrifier à Poséidon le magnifique taureau blanc qu'il lui avait envoyé en Crète, le dieu par vengeance inspira à Pasiphaé une passion amoureuse pour l'animal. Selon le pseudo-Apollodore (au deuxième siècle de notre ère) : 

« Dédale construisit une vache de bois montée sur des roulettes ; l'intérieur était creux, et elle était recouverte d'une peau de bovidé ; il la mit dans le pré où le taureau avait l'habitude de paître, et Pasiphaé y entra. Quand le taureau s'en approcha, il la monta, comme s'il s'agissait d'une vraie vache. La jeune femme mit au monde Astérion, dit le Minotaure : il avait la tête d'un taureau et le corps d'un homme. »

D'après Hygin, la divinité offensée aurait été Aphrodite. C'est à la suite de cet épisode que Minos fait construire le Labyrinthe par l'architecte Dédale, où il maintient enfermé le Minotaure (selon une tradition minoritaire rapportée par Diodore, Pasiphaé aide ensuite Dédale et son fils Icare à s'enfuir de l'île en bateau pour échapper à la vengeance de Minos). Dans l’Énéide (VI, 447), Virgile la montre dans les « Champs des Pleurs » lors de la descente aux Enfers d'Énée.

## Culte
Πασιφάᾱ est le nom d'une déesse de la lune du Péloponnèse.
Pasiphaé était honorée comme une déesse de la divination à Thalame en Laconie (près de Sparte). Pausanias décrit le sanctuaire comme petit, situé près d'un ruisseau clair et flanqué de statues en bronze d'Hélios et de Pasiphaé. Son récit rapproche également Pasiphaé d'Ino et de la déesse lunaire Séléné[réf. nécessaire].

## Interprétations
Pasiphaé, « celle qui brille sur tout », est aussi une épiclèse de la lune ; le taureau, selon James George Frazer est un emblème du soleil. À l’origine du mythe, celui-ci perçoit un « mariage du Soleil et de la Lune célébré sous forme de rite solennel par le roi et la reine de Cnossos, qui portaient respectivement le masque d’un taureau et d’une vache. ».

## Développements ultérieurs

### Peinture
- Pasiphaé est une des 1 038 femmes représentées dans l'œuvre contemporaine de Judy Chicago, The Dinner Party, exposée au Brooklyn Museum. Cette œuvre se présente sous la forme d'une table triangulaire de 39 convives (13 par côté). Chaque convive étant une femme, figure historique ou mythique. Les noms des 999 autres femmes figurent sur le socle de l'œuvre. Le nom de Pasiphaé figure sur le socle, elle y est associée à la déesse serpent, cinquième convive de l'aile I de la table[8].

### Sculpture
- Sculpture représentant Pasiphaé dans la fausse vache par Oscar Estruga à Vilanova i la Geltrú en Espagne.

### Littérature
- 2025 : dans J'écris l'Iliade, Pierre Michon consacre un chapitre (« Éloge de la blancheur ») à Pasiphaé et son union avec le taureau blanc[réf. nécessaire].

### Théâtre
- 1677 : L'un des vers les plus célèbres de la langue française évoque Pasiphaé : il s'agit de celui de Jean Racine qui décrit Phèdre comme : « La fille de Minos et de Pasiphaé » dans sa tragédie homonyme.
- 1938 : Le personnage de Pasiphaé a inspiré à Henry de Montherlant une pièce de théâtre éponyme, Pasiphaé, éditions Grasset).
- 1950:  André Suarès publie sa pièce de théâtre Minos et Pasiphaé (Éditions La Table Ronde, Paris).
- 2006 : Damiane Goudet met en scène la pièce Pasiphaé de Henry de Montherlant au Théâtre du Nord-Ouest à Paris.
- 2009 : Pasiphaé est reprise au théâtre par le philosophe et dramaturge Fabrice Hadjadj. Voir « Pasiphaé ou comment l'on devient la mère du Minotaure » (Éditions Desclée De Brouwer, Paris).

### Sources antiques
- Antoninus Liberalis, Métamorphoses [détail des éditions] (LXI).
- Pseudo-Apollodore, Bibliothèque [détail des éditions] [lire en ligne] (III, 1, 2 ; III, 15, 1).
- Bacchylide (fr. 26).
- Cicéron, De natura deorum [détail des éditions] [lire en ligne] (III, 19).
- Diodore de Sicile, Bibliothèque historique [détail des éditions] [lire en ligne] (IV, 13, 4 ; IV, 60, 4 ; IV, 77, 1).
- Hygin, Fables [détail des éditions] [(la) lire en ligne] (XXX ; XL).
- Ovide, Métamorphoses [détail des éditions] [lire en ligne] (VIII, 130 et passim ; IX, 735 et passim).
- Pausanias, Description de la Grèce [détail des éditions] [lire en ligne] (III, 26, 1).
- Properce, Élégies [détail des éditions] [lire en ligne] (II, 32 ; III, 19 ; IV, 7).
- Virgile, Énéide [détail des éditions] [lire en ligne] (VI, 24-27 et 447).